# دعم السجناء
دعم السجناء هو مجموعة متنوعة من الأنشطة التي تهدف إلى تقديم المساعدة للسجناء وخاصة السجناء السياسيين. العديد من البرامج المخصصة لهذا الغرض لديها موارد محدودة للغاية.
سعت مجموعات دعم السجناء السود مثل شركاء السجناء إلى إقامة علاقات عمل مثمرة مع موظفي السجن.
جمعية الستون ويلكس في ساوث كارولينا هي أكبر منظمة لدعم السجون على مستوى الولاية في الولايات المتحدة، بميزانية قدرها 918000 دولار أمريكي و 50 موظفًا. وهي تدير منزلين في منتصف الطريق، وتحكم في شكاوى السجناء، وتحتفظ بمنزل للشباب، وتساعد السجناء السابقين في العثور على عمل، وتوفر خدمات اجتماعية لعائلات السجناء.
هناك العديد من مجموعات دعم السجون ذات الاهتمام الخاص مثل لجنة دعم النساء في السجون. تجد بعض الحركات السياسية أن من مصلحتها توفير دعم للسجناء. تجادل منظمة "كسر القيود" بأن "أي حركة لا تدعم المعتقلين السياسيين هي حركة مقدر لها أن تفشل.
من أجل تجنب الهزيمة، يجب أن تصبح الحركات منظمة وقادرة على مكافحة قمع جهاز الدولة، ويجب أن يكونوا قادرين على دعم رفاقهم وحلفائهم في حالة القبض عليهم أو سجنهم. قليلون سيلتزمون بحركة تتركهم خلف أسوار السجن، أو حركة غير قادرة على دعم نفسها في مواجهة تخويف الدولة ".
كتب راتنر أن حركة دعم السجناء قد أعاقتها «كراهية عامة قوية بشكل خاص تجاه المجرمين الذين ينكرون الذنب من خلال إلقاء اللوم على» النظام «. وهذا يضر بجهود مجموعات دعم السجناء، التي يجب أن تحشد الدعم العام من أجل شراء الأموال الحكومية. تواجه هذه الجماعات معضلة فقدان شرعيتها بسرعة إذا ما لجأت إلى الجناة الذين تسعى إلى مساعدتهم — الجناة الذين لا يعتبرهم الجمهور ضحايا للظلم. وبالتالي، فإن العديد من الجماعات» الخارجية«مجبرة على تجنب دعم السجناء الذين هم في السجن بتهمة ارتكاب جرائم عنيفة، وهو كسر أيديولوجي خطير للتحالفات من الداخل والخارج مما يحد من إمكانيات تسييس السجناء».
في أوائل العقد الأول من القرن الحادي والعشرين أنشأ فرع الولايات المتحدة للحزب الليبرالي في كاليفورنيا لجنة دعم السجناء السياسيين. خدمت في الغالب لدعم مرضى القنب الطبي.
وقالت المتحدثة آن ماكورميك: "نحن لا نحتاج فقط إلى حماية ورعاية جرحانا، ولكن لتقديمهم على أنهم وطنيون وأبطال" الشعب ".